# Галиндия

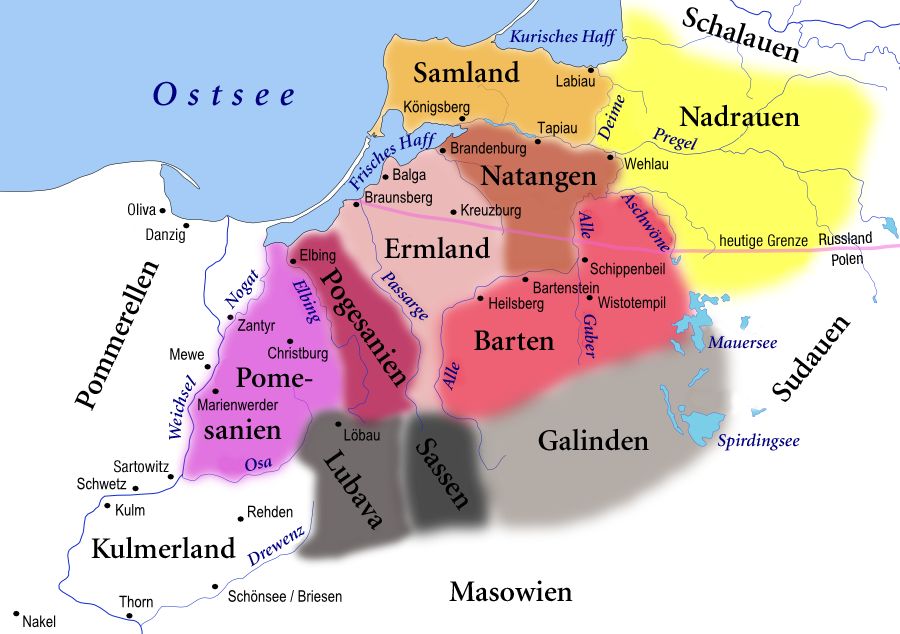
Карта земель Пруссии в XIII веке.

Гипотетическое расселение прусских племен в XIII веке

Галиндия (нем. Galinden, лит. Rytų galindai) — одна из исторических земель Пруссии, которую населяло балтское прусское племя галиндов. Земля лежала южней прусской земли Бартия, восточнее другой прусской земли Сассовия (граница на реке Омулев), западнее от литовской Судовии (Мазурские озера) и севернее польской Мазовии с границей на реке Нарев. Название Галиндии «те, что живут на краю» происходит от лит. gãlas, лит. gals — край. Согласно легенде, название земли происходит от имени Галиндо, восьмого сына легендарного прусского вождя Видевута.

## История
Тевтонский орден в 1231 году начал захват Галиндии с замка Кройцбург (русское — Славское). Через труднодоступную местность крестоносцам приходилось по несколько раз захватывать одни и те поселения: в 1335 и 1396 годах Ангербург (Венгожево), 1285 и 1348 годах Лётцен (Гижицко), в 1345 году Йоханнисбург (Пиш) и в 1360 году Ортельсбург (Щитно). Согласно предположениям историков, часть галиндов переселилась в другие регионы, поэтому их земля была достаточно малозаселенной. Это способствовало переселению семей из Мазовии. Из остатков племени галиндов, немецких колонистов и мазовшан сформировалась народность мазуров, которые с XVI века перешли на лютеранство.
После заключения Второго Торуньского мира в 1466 году, территория Галиндии была признана владением Тевтонского ордена, реорганизованного в герцогство Пруссия в 1525 году, а затем стала часть провинции Восточная Пруссия королевства Пруссия. После Первой мировой войны Галиндия осталась в составе Германии, причем на референдуме мазуры проголосовали за это.
После Второй мировой войны территория исторической Галиндии была полностью включена в состав Польской Республики (ныне Варминско-Мазурское воеводство республики Польша). Часть мазуров вместе с отступающими немецкими войсками бежала, а остальные были насильно выселены в Германию.